# Sandra Wachter
Sandra Wachter es profesora e investigadora sénior en ética de datos, inteligencia artificial, robótica, algoritmos y regulación en el Oxford Internet Institute. Es exmiembro del Instituto Alan Turing .

## Primeros años y educación
Wachter creció en Austria y estudió derecho en la Universidad de Viena. Wachter dijo que se inspiró para trabajar en tecnología gracias a su abuela, quien fue una de las primeras mujeres admitidas en la Universidad Técnica de Viena.
Completó su máster en Derecho en 2009, antes de comenzar como asesor legal en el Ministerio Federal de Salud de Austria. Fue durante este tiempo que se unió a la facultad de la Universidad de Viena, buscando un doctorado en tecnología, propiedad intelectual y democracia. Completó su doctorado en 2015 y, simultáneamente, obtuvo una maestría en ciencias sociales en la Universidad de Oxford. Después de obtener su doctorado, Wachter se unió a la Real Academia de Ingeniería (Royal Academy of Engineering - RAEng), donde trabajó en políticas públicas. Regresó a la Universidad de Viena donde trabajó en varios aspectos éticos de la innovación.

## Investigación
Su trabajo cubre cuestiones legales y éticas asociadas con big data, inteligencia artificial, algoritmos y protección de datos. Ella cree que debe haber un equilibrio entre la innovación técnica y el control personal de la información. Wachter se convirtió en investigador en el Instituto Alan Turing en 2016. En esta función, ha evaluado los aspectos éticos y legales de la ciencia de datos. Ha argumentado que la inteligencia artificial debería ser más transparente y responsable, y que las personas tienen "derecho a inferencias razonables". Ha destacado casos en los que los algoritmos opacos se han vuelto racistas y sexistas; como la discriminación en las solicitudes para el Hospital y la Facultad de Medicina de St George en la década de 1970 y las sobreestimaciones de los acusados negros que reinciden cuando utilizan el programa COMPAS. Si bien Wachter aprecia que es difícil eliminar el sesgo de los conjuntos de datos de entrenamiento, cree que es posible desarrollar herramientas para identificarlos y eliminarlos. Ha buscado formas de auditar la inteligencia artificial para abordar la discriminación y promover la equidad.  En esta capacidad, ha argumentado que Facebook debería continuar usando moderadores humanos.
Wachter ha argumentado que el Reglamento General de Protección de Datos (GDPR) necesita una reforma, ya que a pesar de que se presta atención a la etapa de entrada, se dedica menos tiempo a cómo se evalúan los datos. Ella cree que la privacidad debe significar más que la protección de datos, centrándose en la evaluación de los mismos y la forma en que las personas controlan cómo se almacena y comparte la información sobre ellos.
Trabajando con Brent Mittelstadt y Chris Russell, Wachter sugirió explicaciones contrafactuales: declaraciones de cuán diferente sería el mundo para generar un resultado diferente. Cuando las decisiones se toman mediante un algoritmo, puede ser difícil para las personas entender por qué se toman, especialmente sin revelar secretos comerciales sobre el mismo. Las explicaciones contrafácticas permitirían interrogar a los algoritmos sin necesidad de revelar secretos. Google adoptó el enfoque de utilizar explicaciones hipotéticas en What If, una característica de TensorBoard, una aplicación web de código abierto de Google que utiliza el aprendizaje automático.  Counterfactual explanations without opening the black box: automated decisions and the GDPR (Explicaciones contrafactuales sin abrir la caja negra: decisiones automatizadas y el RGPD), un artículo escrito por Wachter, Brent Mittelstadt y Chris Russell, ha sido presentado por la prensa y es ampliamente citado en la literatura académica. 

### Servicio académico
Fue nombrada profesora asociada en la Universidad de Oxford en 2019 y profesora visitante en la Universidad de Harvard desde la primavera de 2020. Wachter también es miembro del Consejo de Valores, Ética e Innovación del Foro Económico Mundial (World Economic Forum Council on Values, Ethics and Innovation), afiliado al Instituto Bonavero de Derechos Humanos y miembro del Grupo de Expertos en Automóviles Autónomos de la Comisión Europea .

## Premios y honores
- ESRC IAA O²RB Excellence in Impact Awards 2021[22]
- 2019 The Next Web Most influential people in AI in 2019[23]
- 2019 Privacy Law Scholars Conference Junior Scholars Award[24]
- 2019 Business Insider Nordic AI Trailblazer[25]
- 2019 Business Insider UK Tech 100[26]
- 2017 CognitionX AI Superhero Award[27]